# Jag vill prisa Herren Jesus
Jag vill prisa Herren Jesus är en psalm med text av Philip Paul Bliss och musik av James McGranahan Texten översattes till svenska 1987 av Barbro Törnberg-Karlsson.

## Publicerad i
- Segertoner 1988 som nr 532 under rubriken "Att leva av tro - Skuld - förlåtelse -rening".[1]